# Turbomeca Arrius
L’Arrius est un turbomoteur conçu et développé par le motoriste français Turbomeca, pour équiper notamment les hélicoptères. Suivant la tradition des moteurs Turbomeca, son nom est celui d'un lac, d'un col ou d'un pic des Pyrénées. 
Lancé en 1981, il a été décliné en sous-familles : Arrius 1A/1M, Arrius 2F, Arrius 2B1/2B2, Arrius 2K1/2K2, Arrius 2G1 et Arrius 2R. En 2012, quelque 2 700 exemplaires de ce moteur avaient été vendus. La puissance produite varie entre 479 et 716 eshp (357 et 530 kW) selon les versions.

## Versions
- Arrius 1A
- Arrius 1A1
- Arrius 1M
- Arrius 2F
- Arrius 2B1
- Arrius 2B1A
- Arrius 2B2
- Arrius 2K1
- Arrius 2K2
- Arrius 2G1
- Arrius 2R

## Applications
- Agusta A.109 Power : 2 x Arrius 2K1/2K2
- Bell 505 Jet Ranger X : 1 x Arrius 2R
- Eurocopter AS.355N Écureuil 2 : 2 x Arrius 1A
- Eurocopter AS.355NP Écureuil 2 : 2 x Arrius 1A1
- Eurocopter AS.555 Fennec : 2 x Arrius 1M
- Eurocopter EC120B Colibri : 1 x Arrius 2F
- Eurocopter EC135 T1 : 2 x Arrius 2B1/2B1A
- Eurocopter EC135 T2 : 2 x Arrius 2B2
- Eurocopter EC635 T1 : 2 x Arrius 2B1/2B1A
- Eurocopter EC635 T2 : 2 x Arrius 2B2
- Kamov Ka-226T : 2 x Arrius 2G1
- Mil Mi-34S2 : 1 x Arrius 2F
- SNCASO SO.1310 Farfadet : comme turbogénérateur d'air sous pression